# Asura rufotincta
Asura rufotincta är en fjärilsart som beskrevs av Rothschild. Asura rufotincta ingår i släktet Asura och familjen björnspinnare. Inga underarter finns listade i Catalogue of Life.